# Стад Мальен
«Стад Мальен» (фр. Stade Malien de Bamako) — малийский футбольный клуб из города Бамако. Выступает в чемпионате Мали. Основан в 1960 году. Домашние матчи проводит на стадионе «26 марта», вмещающем 50 000 зрителей.

## История
«Стад Мальен» образован путём слияния 2 клубов «Жанна д’Арк» и «Эсперанс де Бамако». Клуб делит стадион со своим принципиальным соперником клубом «Джолиба».

## Достижения

### Местные
- Чемпион Мали — 20 (1970, 1972, 1984, 1987, 1989, 1993, 1994, 1995, 2000, 2001, 2002, 2003, 2005, 2006, 2007, 2010, 2011, 2013, 2014, 2015)

- Обладатель Кубка Мали — 18 (1961, 1963, 1970, 1972, 1982, 1984, 1985, 1986, 1988, 1990, 1992, 1994, 1997, 1999, 2001, 2006, 2013, 2015)

- Обладатель Суперкубка Мали — 8 (1998, 2000, 2001, 2005, 2006, 2007, 2009, 2010)

### Международные
- Лига чемпионов КАФ
  - Финалист: 1964

- Кубок Конфедерации КАФ (1)
  - Победитель: 2009